# Gueyze
A Gueyze folyó Franciaország területén, a Gélise bal oldali mellékfolyója.

## Földrajzi adatok
A folyó Lot-et-Garonne és Landes megye határán ered 106 méterrel a tengerszint felett, és Sos városkánál ömlik a Gélise-be. Hossza 17,7 km.

## Megyék és városok a folyó mentén
- Lot-et-Garonne: Sos